# 仮性包茎
仮性包茎（かせいほうけい）とは、非勃起時に陰茎の亀頭が包皮によって覆われているが、勃起または手で包皮を翻転させ亀頭を露出させられる状態の概念または単語。
仮性包茎は包茎（真性包茎）や嵌頓包茎と異なり、医学的には病気ではなく正常な状態であり、手術をする必要性はない。

## 日本における「仮性包茎」
医学的に自然、正常な状態のため、診察や手術に医療保険が適用されず（包茎手術）、全て自由診療となり、全額自己負担となる。日本において、不安やコンプレックスをあおり手術を勧めたりするケースや、高額なオプション契約をせまるケースなど、トラブルになる事例がみられるなど 「コンプレックス商法」のひとつとしてマスメディアにより注意喚起を促す報道がなされたり国民生活センターが注意喚起を行うなど、問題視されることもある。
日本人の成人男性の8割超が、仮性包茎ないし嵌頓包茎・真性包茎で、完全に露茎している方が少数派であり、海外においても割礼文化がない地域において仮性包茎と呼ばれる状態が大多数派である傾向は同様である。
国民生活センターも包茎手術について国民にたびたび注意喚起を行っている。2016年に公表された国民生活センターによる注意喚起の文書によれば、仮性包茎と呼ばれる状態は、問題はなく、手術の必要性はなく、また医療機関を受診したその日に施術を受けることをやめるよう注意が記載、さらに手術のリスクとして手術後に痛みの残存、化膿、出血、組織の壊死、勃起障害や射精障害、排尿障害などの問題が生じたケースも複数確認されている。2012年6月に同センターより注意喚起が行われた。国民生活センターの運営する独立行政法人の全国消費生活情報ネットワークシステムに2011年から2015年の5年間に寄せられた、美容医療サービスに関する男性からの相談件数（顔の整形や薄毛治療なども含んだ件数）2,131件のうち、包茎手術に関する相談が1,092 件と半数を超えている。
戦前である1899年に、解剖学者・人類学者の足立文太郎は、平常時に亀頭が露出しない状態を「皮被り」と称した。足立は、日本人の間では何故か亀頭が露出していることが普通の状態であるとの誤認があることを指摘している。そして、皮被りを恥じる気持ちを持ち、人の目に触れる場面では翻転し、皮被りではないことを装っているのではないかと推測した。

## 世界における「仮性包茎」
日本以外の世界の殆どの国において「仮性包茎」という概念がそもそも存在せず、「仮性包茎」を指す単語も存在せず、包皮が亀頭を覆っている状態は自然な状態であると認識され、一部の日本人のように治す必要を感じる人もいない。日本や韓国を除いた国ではその状態に羞恥心やコンプレックスを感じる風潮も特に存在しない。
英語圏において仮性包茎、つまり包皮が亀頭を覆う状態を指す言葉は特に存在しない。あえてそのような状態を指す場合は「uncut（割礼をしていないという意味）」などの単語が存在するが、「uncut」とは文字通り、割礼などによって「包皮を切除していない」状態を指すため、亀頭が露出しているか否かは「uncut」であるかどうかとは関係ない。
割礼文化が一般的でない国や地域、例えば日本やイギリスやヨーロッパ諸国などでは包皮が亀頭を覆っている状態の人々が大多数であり医療保険も適用されない。出生直後における割礼文化のない国のうち、日本や韓国など以外、例えばイギリスやヨーロッパ諸国では包皮が亀頭を覆う状態のことを気にしたり恥ずかしがる風潮や文化は特に存在しない。

### イギリス・ヨーロッパ
割礼文化は一般的ではない。イギリス、フランス、ドイツ、イタリア、オーストラリア、カナダでは割礼、包皮切除手術は推奨されておらず、医療保険も適用されない。2010年以降、ドイツやイタリアでは割礼手術を行った医師や人物が傷害罪や殺人罪の容疑で逮捕・起訴される事例も発生しており、男児への割礼に対しても問題意識が深まっている。

### イスラム教圏・ユダヤ教圏
イスラム教やユダヤ教などの影響が強い地域において生後間も無く、包皮を切除する割礼が行われている。国としてはアフリカ、中東、中央アジア、西アジア、アメリカなどである。

### 北米・オーストラリア
特にアメリカ合衆国を含めた先進国において正しい知識の普及、人権、倫理的、法的な問題点、割礼時の死亡事故や後遺症リスクなどの観点から割礼が問題視されるようになり割礼手術を受ける男児の割合は、近年アメリカ合衆国においても急速に減少している。
カナダやオーストラリアではかつて割礼が普及していたが、1970年代以降既に推奨しないようになり、現在は割礼を受ける男児の割合は既に少数派である。
21世紀以降も先進国で珍しく割礼手術が一般的であったアメリカ合衆国でも、2009年の時点で割礼手術をうける男児の割合は54.5%とほぼ半数にまで減少している。

### 東アジア
韓国においては宗教の影響ではなく、美容外科医の高須克弥などによって徴兵前に日本と同様な仮性包茎手術をする文化が普及した。しかし、韓国でも近年は包皮切除手術をする人々の割合は減ってきている。
日本においては出生児の割礼はほぼ行われず、また幼少期以降の包皮切除手術も一般的ではない。後述するように一部の美容整形外科医らによって、雑誌の広告などを通じ、仮性包茎と呼ばれる状態は正常ではなく治療すべき状態であるという価値観が捏造された。近年はインターネットの普及により特に若者を中心にそのような風潮は薄れている。

## 包茎（真性包茎）や嵌頓包茎との違い
包茎（真性包茎）や嵌頓包茎は、包皮口が狭く、亀頭の露出に困難が生じるため、健康保険で治療される疾患である。
仮性包茎の陰茎は、亀頭の露出に困難は生じず、機能的な問題もない正常な状態のため、手術や形状を変える行為の必要性はない。包皮切除手術に健康保険は適用されず自由診療であり、手術の必要性もない。動物は仮性包茎であり、それが生物にとっては自然な状態であり、それが正常とも言える。

### 仮性包茎手術ブームを意図的に作り出した「高須克弥」
社会学者の澁谷知美は、1970-90年代にかけて出版された雑誌を調査し『包茎でいると，女性に嫌われる，臭い，病気になる，ペニスが成長しない，精神的にコンプレックスになる』といったストーリーが繰り返し続いていたと指摘。また、1980年以降、包茎手術がビジネスとして飛躍的に拡大したことの一因として、美容整形外科医の高須克弥の証言を引用し、美容整形業界が「包茎は恥」であるという価値観を捏造したのだと述べている。
1970年代以降、美容整形外科クリニックが短時間で稼げる「仮性包茎手術」という美容整形手術を普及させるため「仮性包茎は正常な状態ではなく、恥ずかしいまたは問題のある状態であり治療すべきものである」といった広告、宣伝、刷り込みが、主にファッション誌を含めた男性用雑誌などで繰り返された結果、仮性包茎手術がブームのようになったと美容整形外科医の高須克弥は2015年の対談で語っている。高須は仮性包茎に対する美容手術をするブームを意図的に作り出し、大きな利益を上げたことを認め「産業は作らなきゃなんないんですよ。ほっといたらいつまでたっても美容整形って同じことばかりやってるんですよ。」「それからどんどんブームになって、1日300人くらい手術してましたね」と公言している。
近年はインターネットの普及もあり、仮性包茎と呼ばれる状態が自然であるという認識も広まり、特に若者の間では仮性包茎の状態を恥ずかしがる風潮が急速に薄れている。

## 項目を補助するための「仮性包茎」の例

### 仮性包茎の例 -建築物-

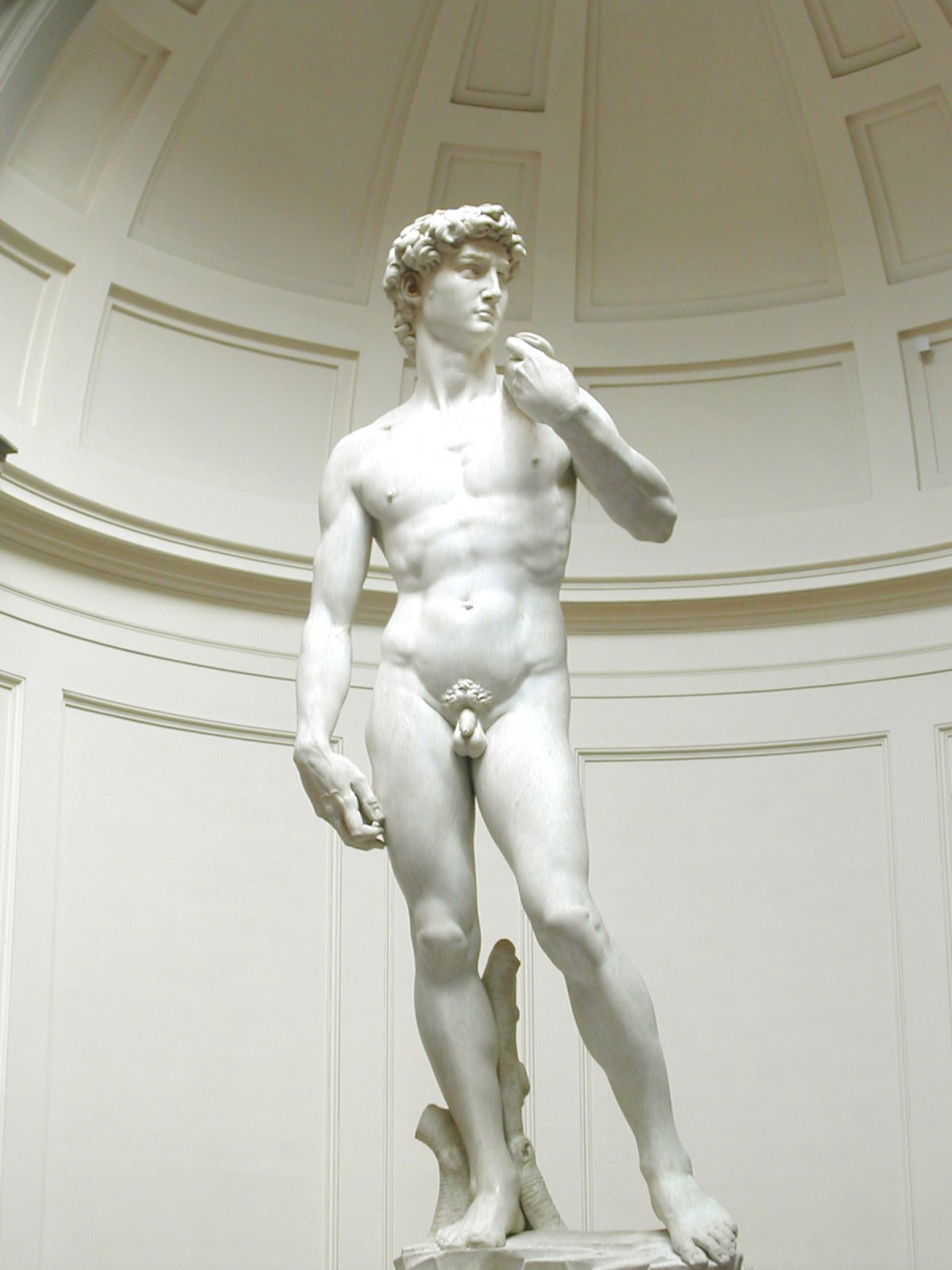
ミケランジェロ・ブオナローティのダビデ像。
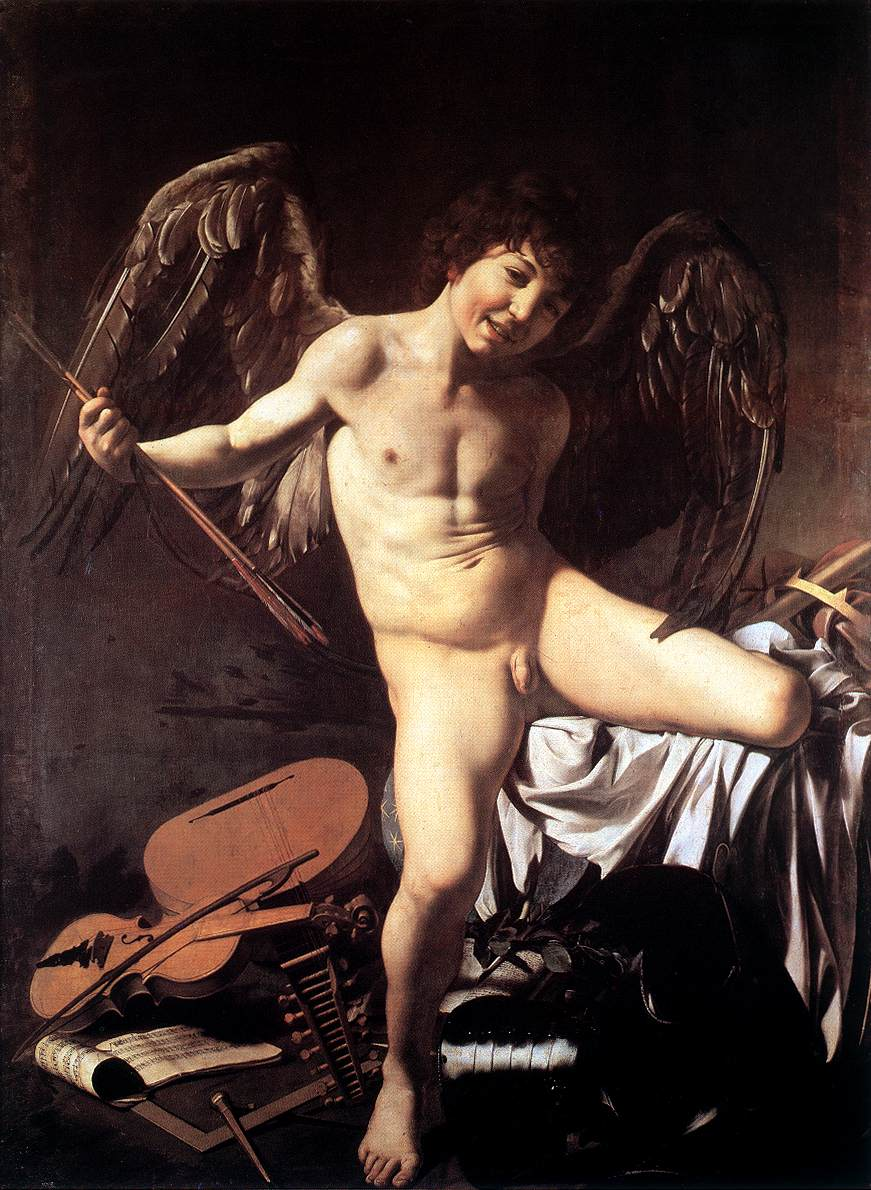
ミケランジェロ・メリージ・ダ・カラヴァッジオの 愛の勝利。ローマのクピードーを示すアモールの陰茎は包皮に覆われている

## 陰核の仮性包茎
女性器の陰核亀頭（クリトリス）が包皮に覆われ完全に露呈していない状態を、男性の陰茎と同様に「包茎」と呼ぶ。陰核に覆い被さった皮膚のことを陰核包皮(「クリトリス包皮」ともいう)と呼び、陰核亀頭に陰核包皮が被っている状態をクリトリス包茎と呼んでいる。陰核包皮に陰核亀頭が覆われ、性的興奮による陰核勃起時のみ露出するケースを仮性包茎と呼び、意図的に包皮を拡げて陰核亀頭を露出させる事が困難なケースを真性包茎と呼ぶ。